# 熊野神社 (出水市)
熊野神社（くまのじんじゃ）は、鹿児島県出水市野田町下名にある神社。

## 祭神
伊邪那美命、泉津（よもつ）事解男命、速玉男命の熊野三神を祀る。

## 由緒
島津氏の始祖忠久が出水の木牟礼城に在城の折に創立したと伝える。野田町が「山門院」と称されていた時には大社であったという。
明治6年（1873年）郷社に列した。

## 祭祀
- 田の神舞（鹿児島県指定民俗文化財）

鹿児島県の神社で田の神舞は多く見られるが、群舞であるのが特徴。
- 山田楽（鹿児島県指定民俗文化財）

江戸時代初期に3代目・出水地頭を務めた山田昌厳によって若宮神社に奉納されるようになったという。若宮神社が廃絶した後、熊野神社に奉納されるようになった。